# میر مهدی سیدی سهزابی
مهدی سیدی (زادهٔ ۲۰ آذر ۱۳۸۲) بازیکن فوتبال اهل ایران است که در پست هافبک برای باشگاه آروم کیا می‌کند.
1. ↑  «مهدی سیدی». فوتبال 11. دریافت‌شده در ۲۰۲۵-۰۶-۱۴.